# Habent sua fata libelli
 Habent sua fata libelli лат. (изговор: хабент суа фата либели). Књиге имају своју судбину. Теренцијан Маур

## Поријекло изреке
Ова изрека је приписивана Хорацију, Овидију  и     Марцијалу а припада  граматичару Теренцијану Мауру .

## Значење
Ни аутор књиге не одређује њену судбину. Многобројне околности заједно са капацитетом  читаоца тек наговјештавају њену будућност.

## Шире
Тако је са сваким умјетничким, а и не само умјетничким дјелом.